# 카롤리네 에이크혼

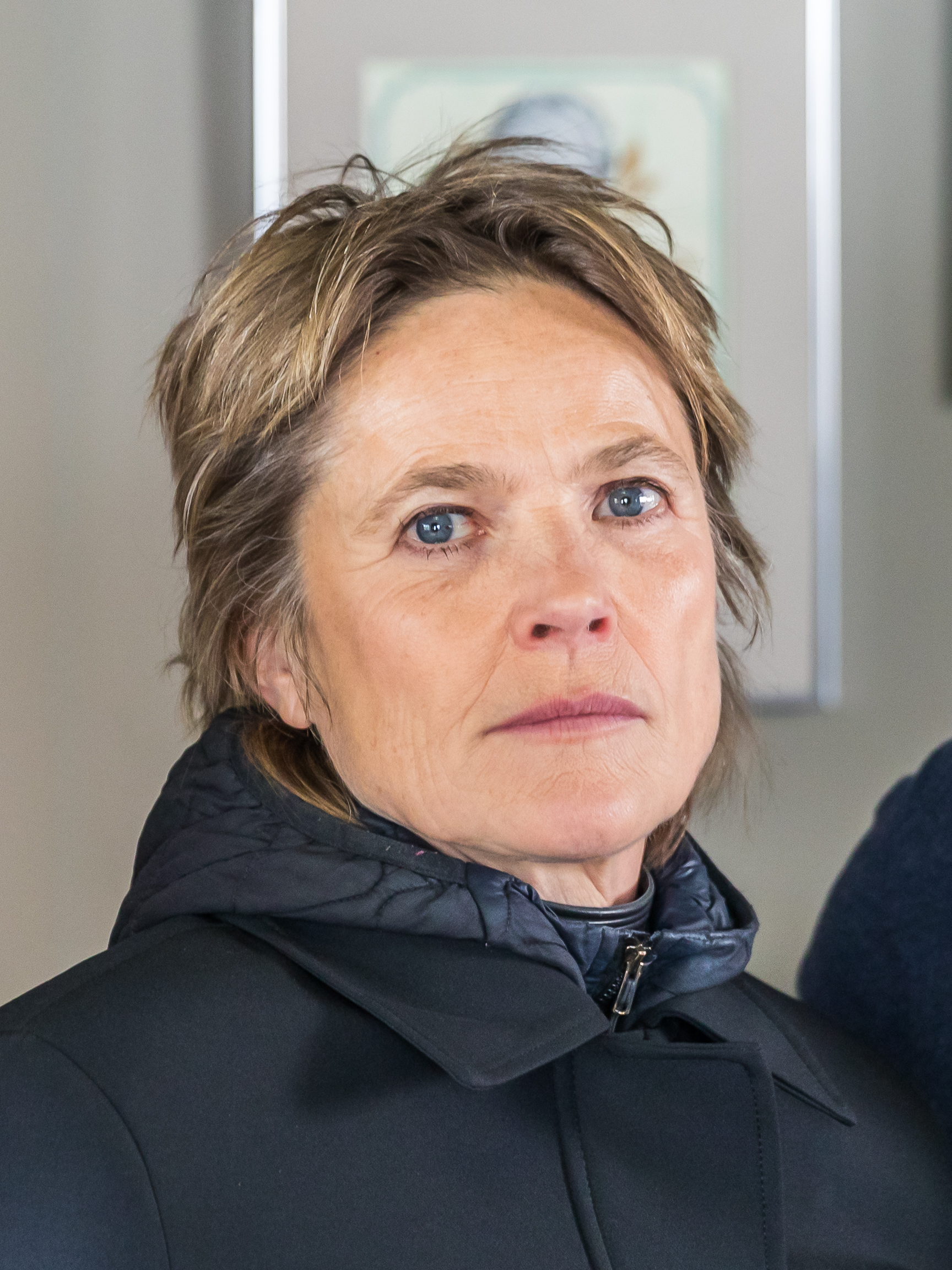

카롤리네 에이크혼(Karoline Eichhorn, 1965년 11월 9일 ~ )은 독일의 연극 배우, 영화배우이다.
슈투트가르트에서 태어났다.

## 영화
- 마더 머스트 고 (2011년)
- 침묵(영어판) (2010년) - 루스 웨그함 역
- 그림자 속에서 (2010년)
- 아이스 밤 (2008년)
- 넌 혼자가 아냐 (2007년)
- 휴가 (2007년)
- 리턴 투 어쌔신 (2000년)